# Johann X. von Montfort
Graf Johann X. von Montfort (* 25. November 1627; † 12. September 1686 in Langenargen), nach alternativer Zählung auch Johann VIII. von Montfort, war von 1655 bis zu seinem Tod regierender Graf von Montfort.

## Leben und Wirken
Gemäß der erst 1652 verabschiedeten Primogenitur folgte er seinem Vater Hugo XVIII. von Montfort vor dessen Ableben als regierender Graf. Während seiner Regierung galt es die Schäden des Dreißigjährigen Kriegs an der ausgebrannten Wasserburg Argen zu beheben und an Stelle der zerstörten Burg Tettnang das sogenannte Alte Schloss zu errichten. Die Grafschaft, selbst von dem Krieg stark in Mitleidenschaft gezogen, konnte die dafür notwendigen Mittel kaum zur Verfügung stellen, sodass der Wiederaufbau zum Teil durch Darlehen finanziert wurde. Trotz der angespannten finanziellen Lage gelang es Graf Johann, das Rittergut Schomburg zu erwerben. Dies stellte den letzten Gebietsgewinn der Grafschaf Tettnang dar.

## Tödlicher Reitunfall
Graf Johann verstarb binnen fünf Tagen nach einem Sturz vom Pferd in Langenargen vor der ehemaligen Fridolinskapelle, woran ein Gedenkstein an der Pfarrkirche St. Martin erinnert, den seine Schwiegertochter Anna Maria, geborene von Thun, stiftete. Sein Bruder Graf Anton II. von Montfort übernahm für Johanns noch unmündigen Sohn Graf Anton III. als Vormund die Regentschaft über die noch stark verschuldete Grafschaft.